# Sabancaya
Le Sabancaya est un stratovolcan des Andes péruviennes surmonté d'une calotte glaciaire. Avec une altitude de 5 967 m, c'est le septième volcan actif le plus élevé du monde, après le Nevados Ojos del Salado (6 864 m, Argentine et Chili), le Sajama (6 542 m), l'Antofalla (6 409 m), el Cóndor (6 373 m), le Guallatiri (6 060 m) et le San Pedro du Chili (6 039 m).
Sabancaya veut dire « langue de feu » en quechua. Le volcan  est situé dans la région d'Arequipa au sud du Pérou, dans la zone volcanique centrale des Andes, entre les monts Ampato et Hualcahualca. Il a eu une activité pendant la période historique, antérieurement à 1750, selon les témoignages.
Plus récemment, il est entré de nouveau en activité en décembre 1986 (émission de fumerolles), puis en éruption le 19 mai 1990. Une phase d'explosions et d'émissions de cendres est allée en s'accentuant jusqu'à fin juin, pour décroître jusqu'au mois de novembre.
En novembre et décembre 1991, plusieurs éruptions eurent lieu qui dégagèrent des panaches de cendres atteignant 5 à 8 kilomètres de haut. L'activité a continué avec des coulées de boue et des tremblements de terre associés. En février 1992, les localités voisines du volcan ont dû être évacuées à cause des pluies de cendres. Le 5 mars 1994 une nouvelle explosion s'est produite, dégageant une colonne de cendres d'une hauteur de 2,5 kilomètres formant un panache gris foncé. Une autre éruption a eu lieu le 7 mars. Des éruptions se sont produites les années suivantes, de 1995 à 1998. Le Sabancaya est en éruption depuis 2016.